# Генерални пласман на Вуелта а Еспањи
Генерални пласман на Вуелта а Еспањи је најважнија класификација на етапној бициклистичкој трци Вуелта а Еспањи. Генерални пласман се рачуна по оствареном времену на свакој појединачној етапи. На крају сваке етапе времена возача се сабирају са претходним временом и возач са најмањим временом је лидер и од 2010. носи црвену мајицу.

## Историја
Вуелта а Еспања је бициклистичка трка која се одржава у Шпанији, покренута је 1935. по узору на Тур де Франс и Ђиро д’Италију. Од првог издања трке победнику је додељивана наранџаста мајица. Мајица је промењена у белу 1941. али се задржала само једну годину и враћена је наранџаста. Године 1955. мајица је промењена у жуту, по узору на Тур де Франс, користила се до 1999. уз изузетак 1977. када је коришћена наранџаста. Од 1999. мајица за лидера трке била је златна, а 2010. је промењена у црвену.
Прва два издања трке освојио је Белгијанац Гистав Делор, а рекордери су Роберто Ерас и Примож Роглич са по четири победе. Трка је прекидана неколико пута, прво због Шпанског цивилног рата (1937—1940), затим због Другог светског рата (1944—45) и на крају због шпанске изолације током диктатуре Франсиска Франка (1951—1954). Од 1955. одржава се без прекида.
Најмања разлика између победника трке и другопласираног је шест секунди, остварена 1984. када је Француз Ерик Кариту победио Алберта Фернандеза.

## Правила
Вуелта а Еспања је као и друге етапне бициклистичке трке одређене по времену на свакој појединачној етапи. Возач са најбољим временом је лидер трке и добија црвену мајицу, коју носи на наредној етапи. Возач са најбољим временом на крају је победник Вуелте. Време може да се дода, кроз временску бонификацију за прву тројицу на крају етапе и на пролазним циљевима или одузме, због кршења правила. Прва тројица на крају сваке етапе добијају секунде бонификације, 10 секунди за победника, 6 за другопласираног и 4 за трећепласираног. Секунде бонификације добијају се и на пролазним циљевима, добијају их прва тројица возача који пређу преко означеног пролазног циља, 6 секунди за првог, 4 за другог и 2 за трећег.

## Рекордан број дана у лидерској мајици
Највише дана у лидерској мајици провео је Алекс Циле, 48.